# Giovanni Battista Belzoni

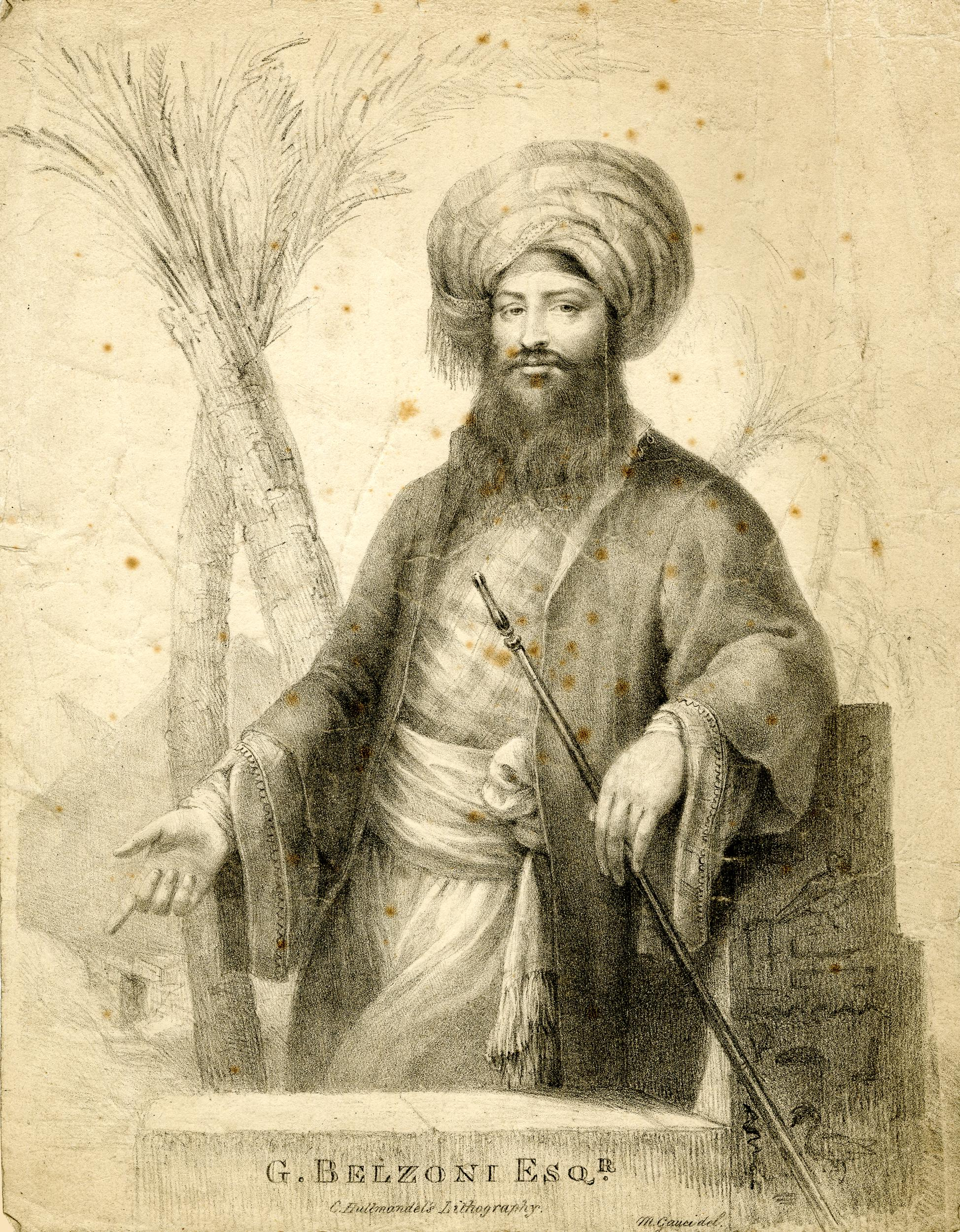
Giovanni Battista Belzoni

Giovanni Battista Belzoni (* 15. November 1778 in Padua; † 3. Dezember 1823 in Gwato bei Benin, Afrika) war ein italienischer Abenteurer, Ingenieur und Akrobat. Bekannt wurde er als Pionier der Ägyptologie.

## Leben
Giovanni Battista Belzoni war der Sohn eines Barbiers. Während seiner Jugend in Rom beschäftigte er sich besonders mit der Hydraulik. Eigentlich hätte der knapp zwei Meter große Hüne Geistlicher werden sollen, doch als die Franzosen unter Napoleon Bonaparte 1797 Rom eingenommen hatten, floh er vor dem drohenden Militärdienst außer Landes und studierte vermutlich zunächst in Holland Hydraulik. 1803 verschlug es ihn nach England, wo er durch seine großgewachsene Statur als Kraftprotz Samson aus Patagonien in dem Zirkus „Sadler’s Well Theater“ arbeitete. In den folgenden Jahren zog er zusammen mit seiner Frau Sarah, die er in England geheiratet hatte, und seinem Diener James Curtain durch Großbritannien, Portugal und Spanien und trat dort nicht nur als der Kraftmensch Der Große Belzoni auf, sondern auch als Schauspieler und Geisterbeschwörer, er präsentierte optische Täuschungen und spielte gelegentlich auch auf der Glasharmonika.

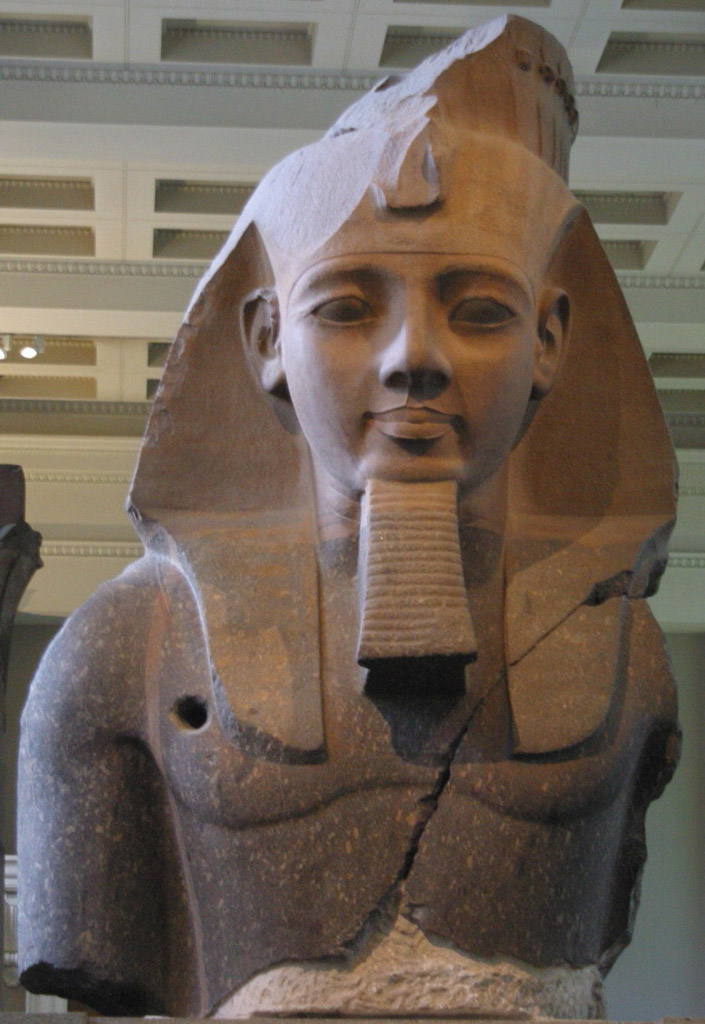
Der Kopf der Statue Ramses II. aus dem Ramesseum in Theben, der sogenannte „Memnonkopf.“

Auf Malta ließ sich Belzoni 1814 von einem Gesandten des ägyptischen Herrschers Muhammad Ali Pascha anwerben und reiste 1815 nach Kairo, um der ägyptischen Regierung seine Erfindung, eine hydraulische Bewässerungsmaschine, anzubieten. Der Pascha setzte ihm ein Gehalt aus und Belzoni baute ein Modell seiner Maschine, mit der ein Ochse die Arbeit von vier Ochsen leisten sollte. Im Dezember 1816 wurde eine Demonstration angesetzt, bei der es durch Sabotage zu einem Unfall kam, bei dem James Curtain verletzt wurde. Darauf erlosch das Interesse der Regierung an der Maschine.
Während seines Aufenthaltes wurde er durch Jean Louis Burckhardt mit dem britischen Generalkonsul Henry Salt bekannt gemacht. Dieser beauftragte Belzoni, eine Expedition nach Theben durchzuführen, um aus dem dortigen Ramesseum den großen, etwa 6–7 Tonnen schweren Kopf der Statue von Ramses II. in das Britische Museum nach London zu transportieren. Es war dieser kolossale Kopf und seine Fundsituation, die Percy Bysshe Shelley zu seinem berühmten Gedicht Ozymandias inspirierte.
Zu dieser Zeit herrschte in Ägypten ein erbitterter Raubgräber-Wettstreit; vor allem zwischen Henry Salt und seinem größten Rivalen, dem französischen Konsul Bernardino Drovetti, den türkisch-ägyptischen Behörden und den Fellachen. Dabei ging es zum einen um wertvolle Antiken, welche die Franzosen für den Louvre und die Engländer für das Britische Museum haben wollten, und zum anderen um Bestechungsgelder für die Regierungsbeamten und möglichst hohe Gewinne für die Fellachen. Außerdem suchten zahllose kleinere Händler und Sammler nach Grabschätzen, wobei auch einheimische Räubergruppen mit ihnen zusammenarbeiteten. Trotz zahlreicher Intrigen von Seiten Drovettis gelang es Belzoni 1816, den Auftrag erfolgreich durchzuführen.
Von großem kulturgeschichtlichen Interesse ist auch der „belanglose Bericht“, den Belzonis Frau über ihre Kontakte mit anderen Frauen während dieser Reise verfasste, und der im Anhang von Belzonis Narrative (1820) veröffentlicht wurde. Sie war vermutlich die erste moderne Europäerin, die derart weit in den Süden Ägyptens gelangte.

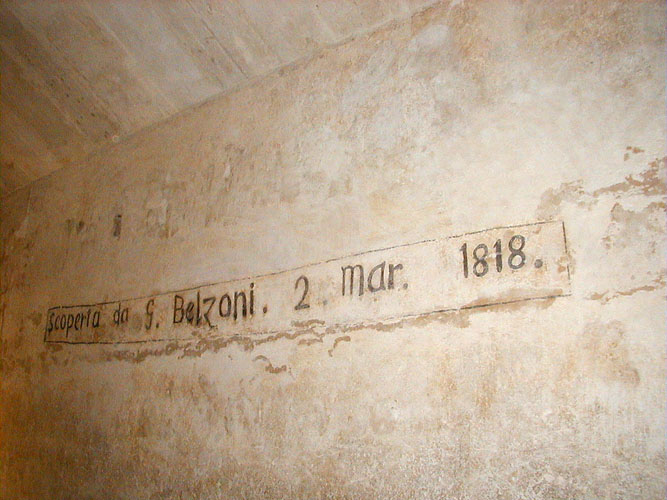
Von Belzoni in der Grabkammer der Chephren-Pyramide hinterlassene Inschrift

Spätere Expeditionen mit Henry Salt führten Belzoni zu den Tempeln von Edfu, Philae und Elephantine. Er legte den Tempel von Abu Simbel sowie die Anlagen von Karnak frei. 1817 kehrte Belzoni nach Theben zurück und entdeckte im Tal der Könige die Gräber KV17 (Sethos I.), KV16 (Ramses I.), WV23 (Eje), KV19 (Montuherchepschef, Sohn von Ramses IX.), KV21, WV25, KV30 und KV31. 1818 entdeckte Belzoni den Eingang der Chephren-Pyramide in Gizeh und drang bis zur Grabkammer vor. Belzoni war auch der erste Europäer, der die Oase Siwa besuchte, und er fand die Ruinen von Berenike am Roten Meer.
Im Sommer 1818 verfasste Belzoni mit Alessandro Ricci eine Dokumentation über KV17 (Belzoni-Grab). Am 27. Januar 1819 verließ er Theben und kam im März 1820 wieder in England an. Seine Entdeckungen in Ägypten präsentierte er in der Ausstellung in der Egyptian Hall am 1. Mai 1821 im Piccadilly in London. Die Ausstellung blieb aufgrund des großen Interesses fast ein ganzes Jahr geöffnet.
Im März 1822 kehrte er zurück nach Afrika. Seine Frau Sarah begleitete ihn bis nach Marokko. Auf einer Reise nach Äquatorialafrika kam er bis nach Gwato bei Benin (Nigeria), wo er an der Ruhr erkrankte und am 3. Dezember 1823 mit 45 Jahren starb. 1862 suchte Richard Francis Burton nach seinem Grab. Nur ein Baum wuchs an der Stelle, wo Giovanni Battista Belzoni begraben war.

## Schriften
- Narrative of the Operations and Recent Discoveries within the Pyramids, Temples, and Excavations, in Egypt and Nubia. London 1820 (online im Internet Archive)
  - Deutsche Ausgabe: Belzonis Reisen in Aegypten und Nubien nebst einer Reise nach dem Ufer des rothen Meers und nach der Oase des Jupiter Ammon. Bran, Jena 1821
  - Neuausgabe: Entdeckungsreisen in Ägypten 1815-1819 in den Pyramiden, Tempeln und Gräbern am Nil. 3. Aufl. DuMont, Köln 1990, ISBN 3-7701-1326-8, mit einer Geschichte der Ägyptenreisen seit dem 16. Jahrhundert von Ingrid Nowel.
- Narrative of the operations and recent discoveries within the pyramids temples, tombs and excavations in Egypt and Nubia and to the coast of the Red Sea, in search of the ancient Berenice, and another to the oasis of Jupiter Ammon. Remy, Brüssel 1835 (eingeschränkte Vorschau in der Google-Buchsuche).
- Description of the Egyptian Tomb discovered by G. Belzoni. London 1821 (online).